# Phrynarachne sinensis
Phrynarachne sinensis är en spindelart som beskrevs av Peng, Yin och Kim 2004. Phrynarachne sinensis ingår i släktet Phrynarachne och familjen krabbspindlar. Inga underarter finns listade i Catalogue of Life.